# José Alfredo Jiménez
José Alfredo Jiménez Sandoval (Dolores Hidalgo, 19 gennaio 1926 – Città del Messico, 23 novembre 1973) è stato un compositore e cantautore messicano.
Considerato il miglior compositore messicano di musica ranchera di tutti i tempi, è uno dei più famosi cantautori messicani del XX secolo ed il più interpretato fino ad oggi; ha composto un'enorme quantità di canzoni (più di mille): principalmente rancheras, huapangos e corridos.

## Biografia

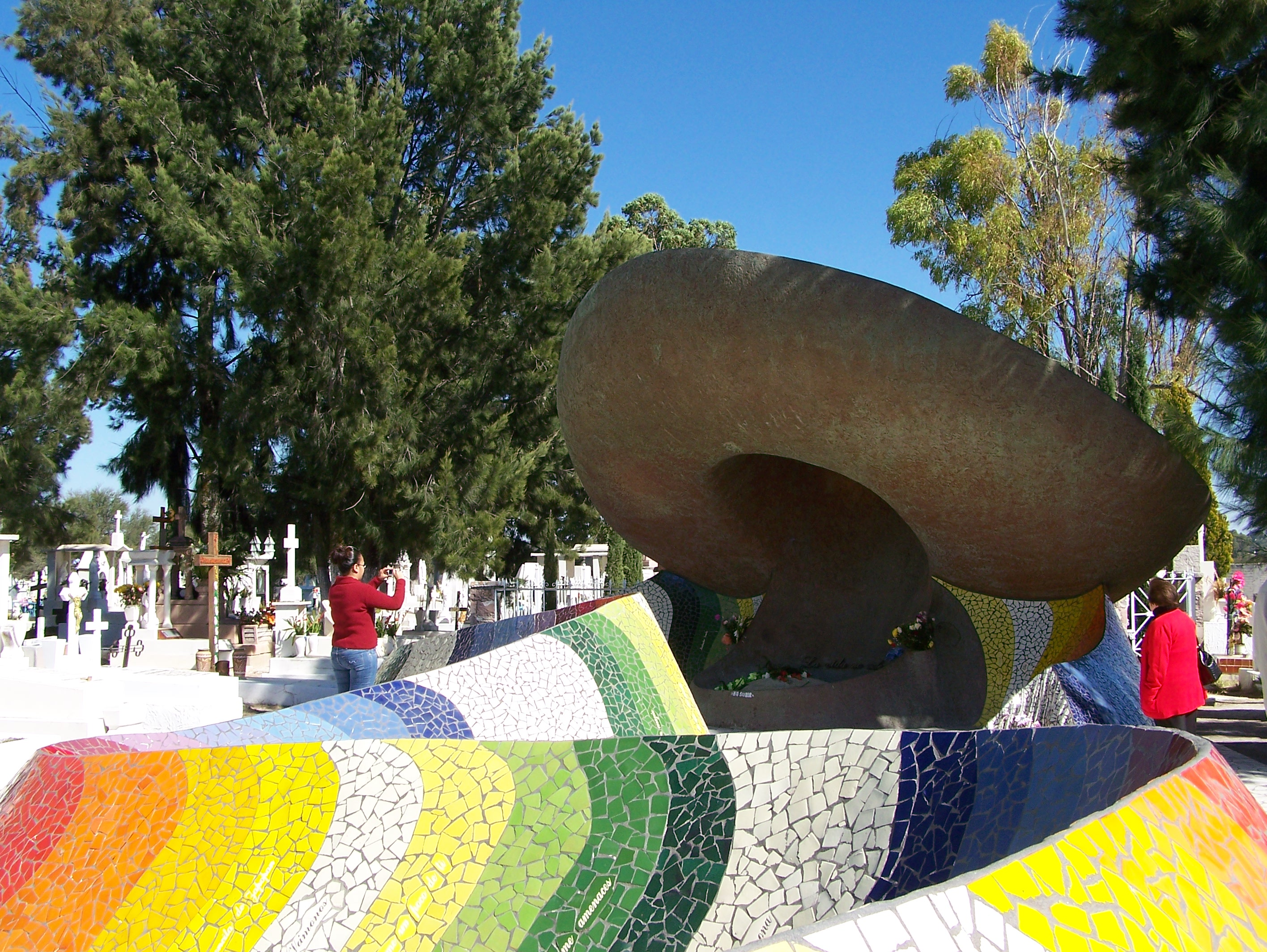
La tomba di José Alfredo Jiménez a Dolores Hidalgo

Figlio di Agustín Jiménez Aguilar e di Carmen Sandoval, nacque a Dolores Hidalgo, nello stato messicano di Guanajuato, dove trascorse i suoi primi anni di vita. Nel 1936, alla morte del padre, che era proprietario di una farmacia, si trasferì a Città del Messico con la madre e i tre fratelli, Concepción, Víctor e Ignacio. Già da adolescente iniziò a comporre le sue prime canzoni. La madre di José Alfredo, Carmen, aprì un piccolo negozio, ma non ebbe una buona riuscita e lui dovette quindi contribuire all'economia familiare impegnandosi in svariate occupazioni, tra cui quella di cameriere; fu anche giocatore di calcio.
Il ristorante "La Sirena", dove lavorava, era frequentato da Andrés Huesca che ebbe occasione di ascoltare alcune composizioni del giovane cantautore, tra cui "Cuando el destino" e "Yo", quest'ultima Huesca decise di inciderla immediatamente, poi nel 1948 Jiménez cantò per la prima volta all'emittente radiofonica XEX-AM e mesi dopo alla XEW-AM che diede il via al suo successo.
Si sposò con Paloma Gálvez dalla quale ebbe due figli: José Alfredo e Paloma.
Grazie alle sue canzoni divenne un'icona della cultura popolare in Messico. Non ebbe un'educazione musicale e non sapeva suonare nessuno strumento, non conosceva neppure i termini “valzer” o “tonalità”. La maggior parte delle sue canzoni, interpretate dal Mariachi Vargas de Tecalitlán, sono state arrangiate da Rubén Fuentes, al quale, si dice, José Alfredo semplicemente fischiettava la melodia. Ciò nonostante si pensa che abbia composto più di un migliaio di canzoni.
Oltre alle canzoni che lui stesso incise, molte sono state cantate da altri interpreti messicani e del mondo latino, tra i quali: Miguel Aceves Mejía, Javier Solís, Pedro Infante, Jorge Negrete, Vicente Fernández, Lola Beltrán, Lucero, María Dolores Pradera, Chavela Vargas e Luis Miguel.
José Alfredo Jiménez morì a Città del Messico nel 1973 all'età di 47 anni, a causa di una cirrosi epatica di cui soffriva da anni. È stato sepolto nel cimitero del suo paese natale, a Dolores Hidalgo, Guanajuato, come era suo desiderio (ne faceva allusione nella sua canzone "Caminos de Guanajuato").

## Canzoni
Associare la produzione di José Alfredo Jiménez con l'alcol e le ubriacature è inevitabile: era un bevitore. Un romanticismo permissivo aleggiava negli anni cinquanta e la gente accettava la trasgressione da parte dei suoi idoli. Le canzoni di de José Alfredo sono esplicite: la pena amorosa trova un rifugio diretto nel bicchiere di tequila, o in tutta la bottiglia se necessario... L'alcol è una risorsa nell'accettazione del destino e l'osteria si consacra a confessionale. La confessione è quasi sempre la stessa: l'amore, il tragico amore insoddisfatto.
José Alfredo Jiménez traeva ispirazione dal suo vissuto, che traduceva in versi con gran semplicità e chiarezza. Ha dedicato molte canzoni a donne con le quali aveva avuto relazioni amorose; naturalmente alla sua unica moglie Paloma, per la quale compose "Paloma Querida" (per farle una serenata il 17 dicembre del 1949 - a quanto lui stesso ha affermato), "Cuatro caminos" e "Canta canta". La canzone "Amanecí en tus brazos" la scrisse per Lucha Villa; "El rey" per Alicia Juárez; a Irma Serrano ‘La Tigresa’  dedicò "Si nos dejan" e per una fidanzatina della sua gioventù, che si chiamava Cristina Fernández, compose "Ella", benché erroneamente si dica che l'abbia dedicata a María Félix.
Alcune fra le più famose canzoni di José Alfredo Jiménez:
"Amanecí en tus brazos", "Amor del alma", "Corazón, Corazón", "Cuando el destino", "El jinete", "El caballo blanco", "Llegó borracho el borracho", "La mano de Dios", "Media vuelta", "Que te vaya bonito", "Si nos dejan", "Te solté la rienda".